# Panevėžio autobusų parkas

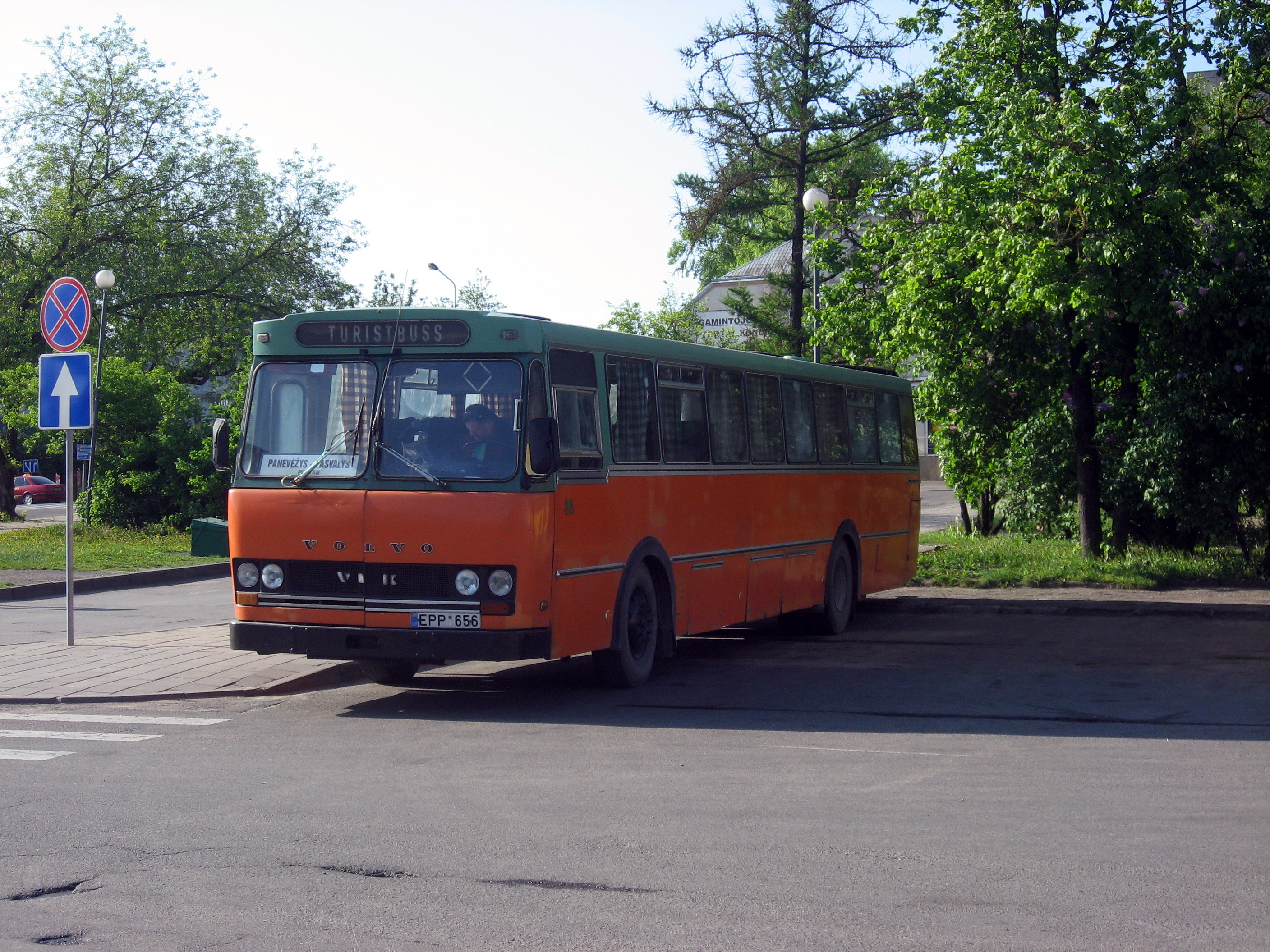

UAB Panevėžio autobusų parkas ist ein Busunternehmen in der fünftgrößten litauischen Stadt  Panevėžys. Es verwaltet den Busbahnhof Panevėžys. Das heutige Unternehmen wurde als Staatsbetrieb 1958 statt Autotransporto kolona mit 59 Bussen, 10 PKW und 4 Lastwagen errichtet.
1995 wurde das Unternehmen zu Uždaroji akcinė bendrovė “Panevėžio autobusų parkas”.

## Verkehr
| Linie | Marschroute                                  | Bemerkungen                                          |
| ----- | -------------------------------------------- | ---------------------------------------------------- |
| 01    | Aguonų g. - Kniaudiškių g. - Savitiškio g.   | nur an Arbeitstagen                                  |
| 03    | Aguonų g. - Projektuotojų g. - Savitiškio g. |                                                      |
| 04    | Molainiai - Vaivadai                         |                                                      |
| 05    | Parko g. - Venslaviškiai                     | nur an Arbeitstagen                                  |
| 06    | Pajuostis - Įmonių g.                        | am Wochenende Pajuostis - Įmonių g.                  |
| 06a   | Dembava - J. Janonio g.                      | nur an Arbeitstagen                                  |
| 07    | Velžio kelias - AB "Gilėnai"                 | am Wochenende Velžio kelias - AB "Panevėžio stiklas" |
| 08    | Taikos al. - Rožių g.                        |                                                      |
| 09    | Aeroklubas - Rožių g.                        | nur an Arbeitstagen                                  |
| 10    | Savitiškio g. – Tinklų g.                    |                                                      |
| 10a   | Savitiškio g. - Paliūniškio g.               | nur an Arbeitstagen                                  |
| 11    | Velžio kelias – Techninės apžiūros stotis    | nur an Arbeitstagen                                  |
| 13    | Velžio kelias – Babilonas                    |                                                      |
| 14    | Savitiškio g. - Tinklų g.                    | nur an Arbeitstagen                                  |
| 15    | S.Dariaus ir S.Girėno g. - Piniava           |                                                      |
| 16    | Prekybos bazė - Molainių g.                  |                                                      |